# VESA
VESA (Video Electronics Standards Association o Associació d'estàndards d'electrònica de vídeo) és una organització internacional de normalització per a gràfics d'ordinador, fundada el 1989 per NEC Home Electronics i vuit altres fabricants d'adaptadors de pantalla de vídeo.
L'objectiu inicial de VESA era produir un estàndard per a pantalles de vídeo SVGA amb resolució 800×600. Des de llavors VESA ha publicat una sèrie de normes, sobretot en relació amb la funció de perifèrics de vídeo en ordinadors personals.

## Estàndards
Principals estàndards de VESA:
- Bus VESA (VLB), usat com un port d'alta velocitat per a vídeo (abans de l'aparició de l'AGP)
- VESA BIOS Extensions (VBE), usat per a crear un estàndard que suportés modes de vídeo avançats (a alta resolució i milers de milions de colors).
- VESA Display Data Channel (DDC), que permet als monitors autoidentificar-se a les targetes gràfiques a les quals estan connectats. No obstant això, el format actual d'identificació és anomenat EDID (Extended Display Identification Data).
- VESA Display Power Management Signaling, que permet als monitors comunicar que tipus de modes d'estalvi d'energia tenen.
- Digital Packet Video Link (DPVL), un estàndard de connexió de pantalla que permet actualitzar només parts de la pantalla
- Una sèrie de patents sobre pantalles planes, connectors de vídeo i sincronització de vídeo digital.